# Weißach (Oberstaufen)
Weißach (mundartlich: Wiesach) ist ein Gemeindeteil der Marktgemeinde Oberstaufen im bayerisch-schwäbischen Landkreis Oberallgäu.

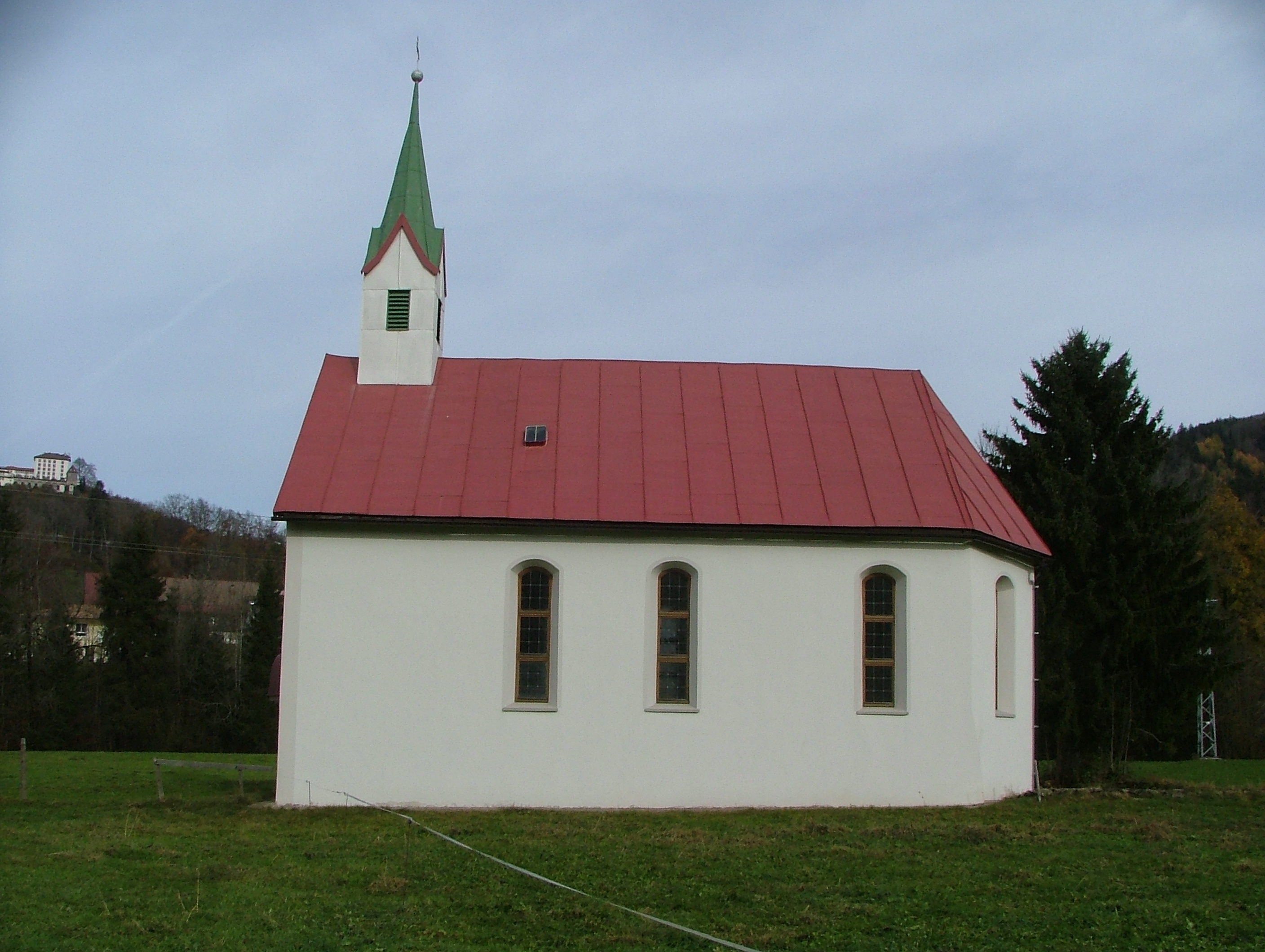
Kapelle St. Sebastian und Rochus in Weißach

## Geographie
Das Dorf liegt circa einen Kilometer südwestlich des Hauptorts Oberstaufen im Weißachtal. Südlich der Ortschaft verläuft die Weißach und nordöstlich die Bahnstrecke Buchloe–Lindau am Staufner Berg.

## Geschichte
Weißach wurde urkundlich erstmals im Jahr 1360 mit Peter von Wissach Bürger zu Isny erwähnt, der eine Alpe zu Lantzenbach kaufte. 1647 wurde der Ort während des Dreißigjährigen Krieges durch schwedische Truppen verwüstet. Im 18. Jahrhundert kam in Weißach die Flößerei auf, bei der Holz aus dem Simatsgunder Tal über die Weißach zur Eisenschmelze nach Lochau-Bäumle verflößt wurde. Mit einem Erlass der Grafschaft Königsegg-Rothenfels zum Schutz der Wälder im Jahr 1778 wurde die Flößerei stark eingeschränkt aber noch bis ins 19. Jahrhundert betrieben. In den Jahren 1794 und 1795 fand die Vereinödung Weißachs statt. 1845 wurde ein Bräuhaus in Weißach eröffnet, welches bis in die erste Hälfte des 20. Jahrhunderts hinein existierte.

### Sebastians- und Rochuskapelle
Der Bau der Sebastians- und Rochuskapelle geht auf ein Gelübde des Grafen Hugo von Königsegg-Rothenfels und seiner Gemahlin Gräfin Maria Renata, geb. Gräfin von Hohenzollern, aus dem Jahr 1629 zurück. Sie versprachen den Bau der Kapelle, wenn sie auf ihrem Zufluchtsort, dem Schloss Staufen, von der Pest verschont blieben. So kam es und die Kapelle wurde in den folgenden Jahren erbaut. Andere Quellen beziffern den Bau der Kapelle oder eines Vorgängerbaus bereits in den Jahren 967 bis 970.

### Mühlen
Im Jahr 1510 wurde erstmals eine Mühle zu Weissach erwähnt. Im Jahr 1814 existierten in Weißach eine Stampfmühle und vier Mahlmühlen sowie einige Hammerschmieden. Noch heute befindet sich eine große Mahlmühle in Weißach.

## Baudenkmäler
Siehe: Liste der Baudenkmäler in Weißach